# 취리히베르크 터널
취리히베르크 터널(독일어: Zürichbergtunnel)은 스위스 취리히에 있는 철도 터널이다. 터널은 취리히 슈타델호펜역에서 취리히호 우안선과의 교차점에서 슈테트바흐역까지 이어진다. 취리히 시내 중심가와 글라탈 지역을 구분하는 취리히베르크 산맥 아래를 지나간다. 터널은 슈테트바흐역에 일련의 지하 플랫폼을 통합했으며, 트윈 표준궤(1,435mm) 가공 전차선을 사용하여 15kV AC 16,7Hz에서 전철화된 트랙이다.
터널은 주로 취리히 S-반의 교외 열차에서 사용되지만, 가끔 우편 열차, 화물 열차 및 장거리 여객 열차에서도 사용된다.
터널은 취리히 지역의 철도 지형에 대한 주요 변경 프로그램의 일환으로 1990년에 개통되었다. 이러한 변경 이전에 취리히 중앙역는 플랫폼에서 역방향으로 열차를 통과해야 하는 서쪽을 향한 터미널역이었다. 취리히 호수 우안을 오가는 열차는 슈타델호펜역에 도달하기 위해 5km 길이의 270° 커브를 횡단해야 했으며, 북쪽과 동쪽을 오가는 열차는 취리히 욀리콘역을 통해 다소 간접적인 경로를 사용해야 했다. 이러한 경로를 개선하고 도시 간 S-반 열차의 도입을 허용하기 위해 히르센그라벤 터널 중앙역의 새로운 저층 플랫폼에서 슈타델호펜까지 2km 길이의 직접 경로를 통해 건설되었다. 동시에 취리히베르그 터널이 슈타델호펜에서 슈테트바흐까지 건설되었고 그곳에 새로운 역이 건설되었다. 슈테트바흐의 동쪽에 새로운 연결편이 건설되어, 디에티콘역에서 취리히에서 빈터투어선으로 연결되고 뒤벤도르프역에서 발리젤렌에서 라퍼스빌선으로 연결되어 기차가 취리히의 동쪽과 북쪽을 오가는 직통 노선을 이용할 수 있게 되었다.
2014년에는 히르센그라벤 터널과 취리히베르크 터널을 통한 경로가 바인베르크 터널에 의해 보완되었다. 이 터널은 도로횡단 프로젝트 취리히(Durchmesserlinie)의 일부인 욀리콘역까지 동쪽 방향 경로를 통해 중앙역의 추가 저층 플랫폼을 연결한다. 1990년 노선과 달리 이 노선은 장거리 여객열차와 S-반에서 사용하기 위한 것이다.